# Szojuz TMA–19
A Szojuz TMA–19 a Szojuz–TMA orosz háromszemélyes szállító/mentőűrhajó űrrepülése volt 2010-ben. Az 57. emberes repülés a Nemzetközi Űrállomásra (ISS).

## Küldetés
Hosszú távú cserelegénységet szállított az ISS fedélzetére. A tudományos és kísérleti feladatokon túl az űrhajók cseréje volt szükségszerű. Az űrhajó a 24. és 25. személyzet mentőhajójaként szolgált.

## Jellemzői
2010. június 15-én a Bajkonuri űrrepülőtér indítóállomásról egy Szojuz–FG juttatta Föld körüli, közeli körpályára. Több pályamódosítást követően június 17-én a Nemzetközi Űrállomást (ISS) automatikus vezérléssel megközelítette, majd sikeresen dokkolt. Az orbitális egység pályája 88,8 perces, 51,62 fokos hajlásszögű, elliptikus pálya-perigeuma 200 kilométer, apogeuma 259 kilométer volt.
Az időszakos karbantartó munkálatok mellett elvégezték az előírt kutatási, kísérleti és tudományos feladatokat. Fogadták a teherűrhajókat (M–04M, M–05M, M–06M, M–07M, M–08M), kirámolták a szállítmányokat, illetve bepakolták a keletkezett hulladékot.
2010. november 26-án Arkalik (oroszul: Арқалық) városától hagyományos visszatéréssel, a tervezett leszállási körzettől mintegy 90 kilométerre ért Földet. Összesen 163 napot, 07 órát, 11 percet és 34 másodpercet töltött a világűrben. 2569 alkalommal kerülte meg a Földet.

## Személyzet
- Fjodor Nyikolajevics Jurcsihin (1), parancsnok,  Oroszország
- Douglas Harry Wheelock (2), fedélzeti mérnök,  Egyesült Államok
- Shannon Walker (1), fedélzeti mérnök,  Egyesült Államok

### Leszálláskor
- Fjodor Nyikolajevics Jurcsihin (1), parancsnok,  Oroszország
- Douglas Harry Wheelock (2), fedélzeti mérnök,  Egyesült Államok
- Shannon Walker (1), fedélzeti mérnök,  Egyesült Államok

### Tartalék személyzet
- Dmitrij Jurjevics Kondratyjev parancsnok  Oroszország
- Paolo Angelo Nespoli fedélzeti mérnök  Olaszország
- Catherine Grace Coleman fedélzeti mérnök  Egyesült Államok

## Külső hivatkozások
- Szojuz TMA–19. kursknet.ru. [2016. március 4-i dátummal az eredetiből archiválva]. (Hozzáférés: 2013. augusztus 18.)
- Szojuz TMA–19. spacefacts.de. (Hozzáférés: 2013. augusztus 18.)
- Szojuz TMA–19. sg.hu. (Hozzáférés: 2013. augusztus 18.)
- Szojuz TMA–19. lib.cas.cz. [2013. október 13-i dátummal az eredetiből archiválva]. (Hozzáférés: 2013. augusztus 18.)